# Cova de Son Boscana
La cova de Son Boscana és una gran cova artificial subterrània prehistòrica situada a la possessió de Son Boscana, al municipi de Llucmajor, Mallorca.
La cambra d'aquesta cova té uns diàmetres perpendiculars de 8,0 per 9,4 m; la seva alçada és de 2,5 m. Al paladar hi ha un forat per ruptura de dimensions 2,3 per 3,6 m de diàmetre. Per accedir a la cambra hi ha un corredor d'accés de 3,3 m de llargària per 1,0-0,7 m d'amplària, orientat al mestral. Actualment es troba descobert, però se suposa que anava cobert per lloses. A mitjan lloc d'aquest corredor, a 1,9 m de l'entrada, hi ha unes estries afrontades a cada part per encaixar-hi una llosa de tancament.